# Inner Harbor Navigation Canal
Het Inner Harbor Navigation Canal, plaatselijk bekend als het Industrial Canal is een negen kilometer lang kanaal in New Orleans in de verenigde Staten. Het kanaal verbindt het Pontchartrainmeer met de Mississippi, de Gulf Intracoastal Waterway en het Mississippi River-Gulf Outlet Canal.
Bij de aansluiting met de Mississippi kunnen schepen via de Industrial Canal Lock het kanaal bereiken. De overige aansluitingen zijn open voor scheepvaart.

Een schematische weergave van de vaarroutes via het Inner Harbor Navigation Canal

## Stormvloedkeringen
Het kanaal heeft voor een belangrijk deel bijgedragen aan de rampzalige overstromingen als gevolg van orkaan Katrina in 2005. De stormvloed die het gevolg was van deze orkaan werd vanuit het Pontchartrainmeer en het Borgnemeer de stad in gestuwd waardoor de dijken het begaven.
Om herhaling hiervan te voorkomen worden twee stormvloedkeringen aangelegd, de Lake Borgne Surge Barrier nabij de aansluiting op de GIWW en het MRGO, en de Seabrook floodgate bij de verbinding met het Pontchartrainmeer.